# Stadion sportowy

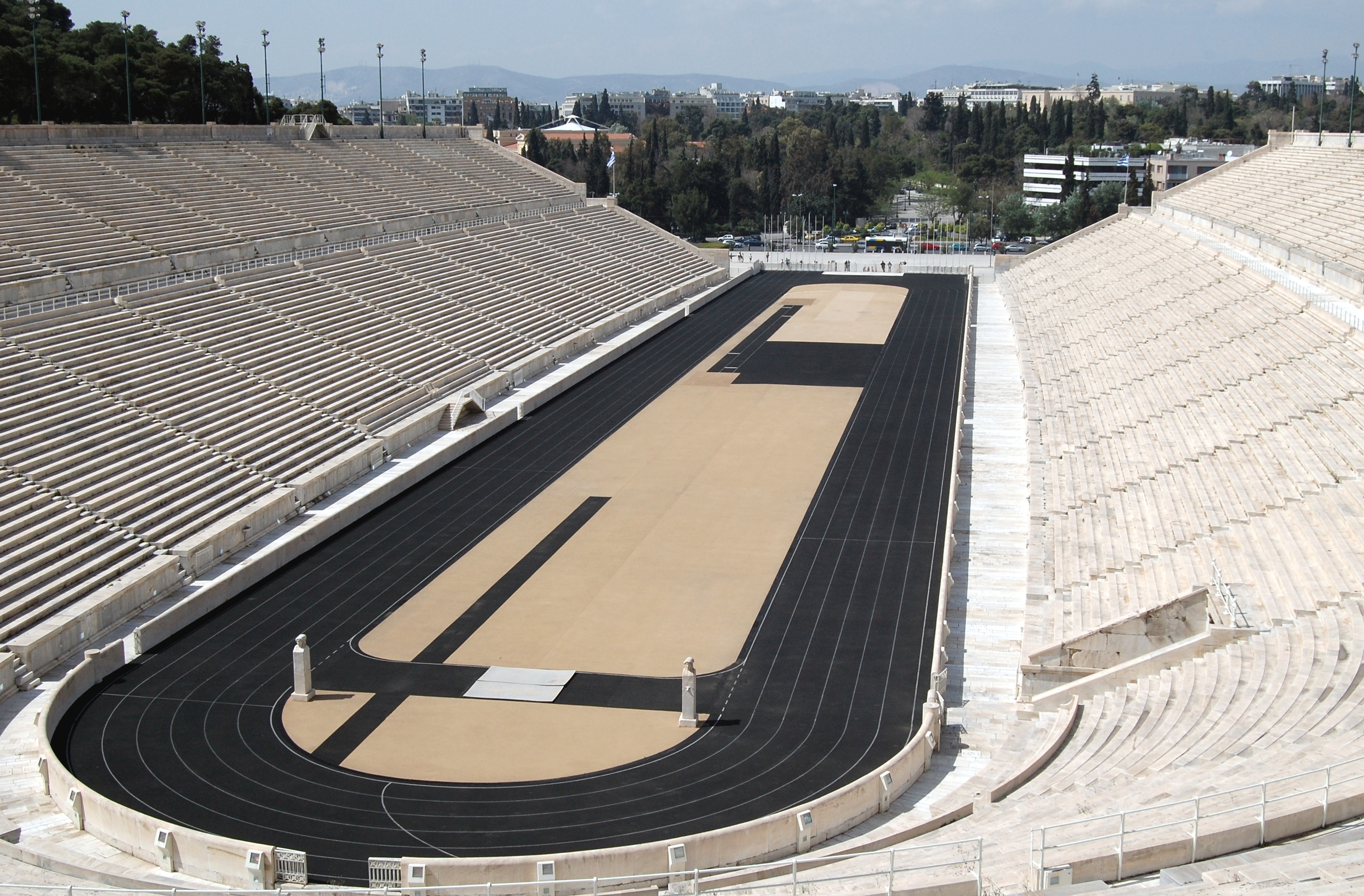
Rekonstrukcja starożytnego stadionu Panathinaiko w Atenach

Stadion sportowy – obiekt budowlany przeznaczony do rozgrywania zawodów różnych dyscyplin sportowych.
Nazwa stadion pochodzi z języka starogreckiego. Termin στάδιον (stadion) był jednostką miary długości używaną w starożytnej Grecji i równej 600 stopom. Bieżnia greckich stadionów miała długość równą 1 stadionu.

## Stadion na przestrzeni dziejów

Częściowo zrekonstruowane wnętrze Koloseum. Poniżej areny widoczne podziemia i tunele używane do przetrzymywania zwierząt i niewolników, mających brać udział w widowiskach

Budowle przeznaczone do rozgrywania zawodów sportowych i innych widowisk były budowane w starożytności. W starożytnej Grecji, stadiony były przeznaczone do zawodów lekkoatletycznych. Najczęściej budowano je wykorzystując naturalne ukształtowanie terenu, tj. widownie były usytuowane na zboczach wzgórz otaczających bieżnię. Najstarszy znany stadion znajduje się w Olimpii, po zachodniej stronie Półwyspu Peloponeskiego. W 776 r. p.n.e. zostały rozegrane na nim pierwsze igrzyska olimpijskie.
Przedłużeniem greckich stadionów w kulturze świata były rzymskie amfiteatry.
Do lat 90. XX wieku w odróżnieniu od hal sportowych, główną cechą charakterystyczną stadionów był brak dachu. Od tego czasu często stadiony posiadają również pełne zadaszenie, najczęściej mobilne (rozsuwalne). Przykładami tej klasy obiektów stanowiących raczej nie hale widowiskowo-sportowe, lecz duże stadiony z nierozsuwalnym, permanentnym, często prześwitującym zadaszeniem, wykorzystywanych jako hale są: nowoczesny stadion Sapporo Dome w Sapporo z wysuwaną murawą na zewnątrz czy pierwszy stadion zbudowany z zadaszeniem: Astrodome w Houston, czy Superdome w Nowym Orleanie, Metrodome w Minneapolis, RCA Dome w Indianapolis, Georgia Dome w Atlancie, Alamodome w San Antonio, czy nieistniejący już Kingdome w Seattle.
Obecnie w skład stadionu sportowego wchodzą: widownia otaczająca boisko o nawierzchni trawiastej lub sztucznej, czasami otoczone bieżnią lekkoatletyczną, bądź torem żużlowym, oraz szeroko pojęte zaplecze i infrastruktura towarzysząca: pomieszczenia techniczne, socjalne, administracyjne, handlowe, usługowe, monitoringu, dla potrzeb telewizji itp.
Nowsze w pełni zadaszone stadiony są najczęściej dostosowane do ustawiania w różnorakich konfiguracjach, gdzie elementy budowli bywają dołączane lub usuwane (np. składany dolny rząd trybun na Stade de France), w zależności od potrzeb aktualnego widowiska np. motocross, koszykówka, hokej na lodzie, piłka nożna, biegi na torze, cyrk, konwencje polityczne, koncerty muzyczne, targi, nawet ewakuacja ludności jako tymczasowe schronisko podczas klęski żywiołowej (Superdome w Nowym Orleanie, w czasie powodzi spowodowanej huraganem Katrina).

## Architektura i konstrukcje
Współczesne stadiony dość znacznie różnią się od obiektów tego typu, budowanych w starożytności, czy w XX wieku. Niegdyś stanowiły je najczęściej budowle oparte na naturalnym, bądź sztucznym nasypie ziemnym, na którym lokowano miejsca dla widzów i dojścia do nich (korona stadionu), zaś w powstałej niecce tworzono arenę. Niektóre stadiony posiadały trybuny drewniane, bądź drewniano-murowane, jednak z uwagi na dostępne wówczas technologie pojemność ich trybun nie była zbyt wielka. Zwłaszcza w Stanach Zjednoczonych spotykano wówczas również tzw. stadiony czasowe, budowane na czas wielkich imprez masowych i demontowane po ich zakończeniu. Obiekty tego typu miały służyć przede wszystkim przeprowadzeniu zawodów i umożliwieniu ich oglądania, dlatego trybuny spełniały jedynie swą podstawową funkcję. Infrastrukturę towarzyszącą lokowano najczęściej poza koroną stadionu. Po 2000, niekiedy pojemność trybun jest zwiększana dla potrzeb organizacji danego wydarzenia np. Igrzysk Olimpijskich w Londynie, gdzie po zakończeniu górne trybuny liczącego 80 000 miejsc stadionu lekkoatletycznego zostaną zredukowane i mogą zostać wykorzystane w Rio de Janeiro.
W XXI wieku nowo budowane stadiony są często wielofunkcyjne, bowiem celem inwestora, właściciela lub zarządcy, a także organizatora imprezy jest przyciągnięcie publiczności i zwiększenie zainteresowania widzów obiektem. Służyć ma temu takie zaprojektowanie budowli, by na możliwie jak najmniejszej powierzchni ulokować jak najwięcej jej segmentów o maksymalnie różnym przeznaczeniu. Stosowane są ponadto najnowsze rozwiązania techniczne: konstrukcje żelbetowe, szklane, elewacje z poliwęglanu czy podświetlanej folii ETFE wypełnionej powietrzem (Allianz Arena) oraz nowoczesne systemy sterujące i monitujące, by eksploatacja obiektu wymagała jak najmniejszych nakładów.
Konstrukcje stadionów można podzielić na: zamknięte i otwarte. Zamknięte (np. Donbass Arena) to obiekty posiadające stałą nieprzepuszczalną elewację, natomiast otwarte (np. Stadion Narodowy w Warszawie) bez trwałej, zamkniętej fasady utrudniającej utrzymanie właściwej temperatury wewnątrz obiektu (innej niż otoczenia) mimo zamkniętego zadaszenia. Trybuny oprócz swej podstawowej funkcji muszą mieścić całą masę infrastruktury towarzyszącej. Niezwykle ważnym stało się całkowite okalanie areny, czyli umiejscowienie widowni ze wszystkich jej stron, a także maksymalne zbliżenie trybun do niej. Pozwala to na zaoszczędzenie miejsca, poprawę widoczności i powstanie dodatkowych przestrzeni zamkniętych do zagospodarowania. Mając na uwadze komfort widzów warunkiem bezwzględnym nowoczesnych konstrukcji stało się zadaszenie czy klimatyzacja widowni (stadiony na Mistrzostwa Świata w 2022 w Katarze), a w celu uniezależnienia zmagań sportowych od warunków atmosferycznych – również całkowite zadaszenie obiektu. Stadiony piłkarskie są skategoryzowane według 4 kategorii przyznawanych przez UEFA (I, II, III, IV). W Europie Wschodniej Donbass Arena jako pierwszy otrzymał kategorię ELITE.
Największymi stadionami na świecie są Indianapolis Motor Speedway mieszczący 400 000 widzów oraz Stadion Strahov w Czechach (240 000). Największe stadiony w Azji to Rŭngrado 5wŏl 1il Kyŏnggijang w Korei (150 000) oraz Salt Lake Stadium w Indiach (120 000). Największym stadionem w Stanach Zjednoczonych jest Michigan Stadium służący rozgrywkom futbolu amerykańskiego (110 000). Największym stadionem w Ameryce Łacińskiej jest Maracanã (103 000), a w Europie Camp Nou w Hiszpanii (100 000).
Ułatwienia dla niepełnosprawnych są istotne podczas projektowania, dlatego Międzynarodowy Komitet Olimpijski wymaga, aby 1,5% miejsc na stadionie było przystosowane dla osób niepełnosprawnych. Międzynarodowy Komitet Paraolimpijski wymaga, aby 3% miejsc na stadionie było przystosowane dla potrzeb osób niepełnosprawnych.

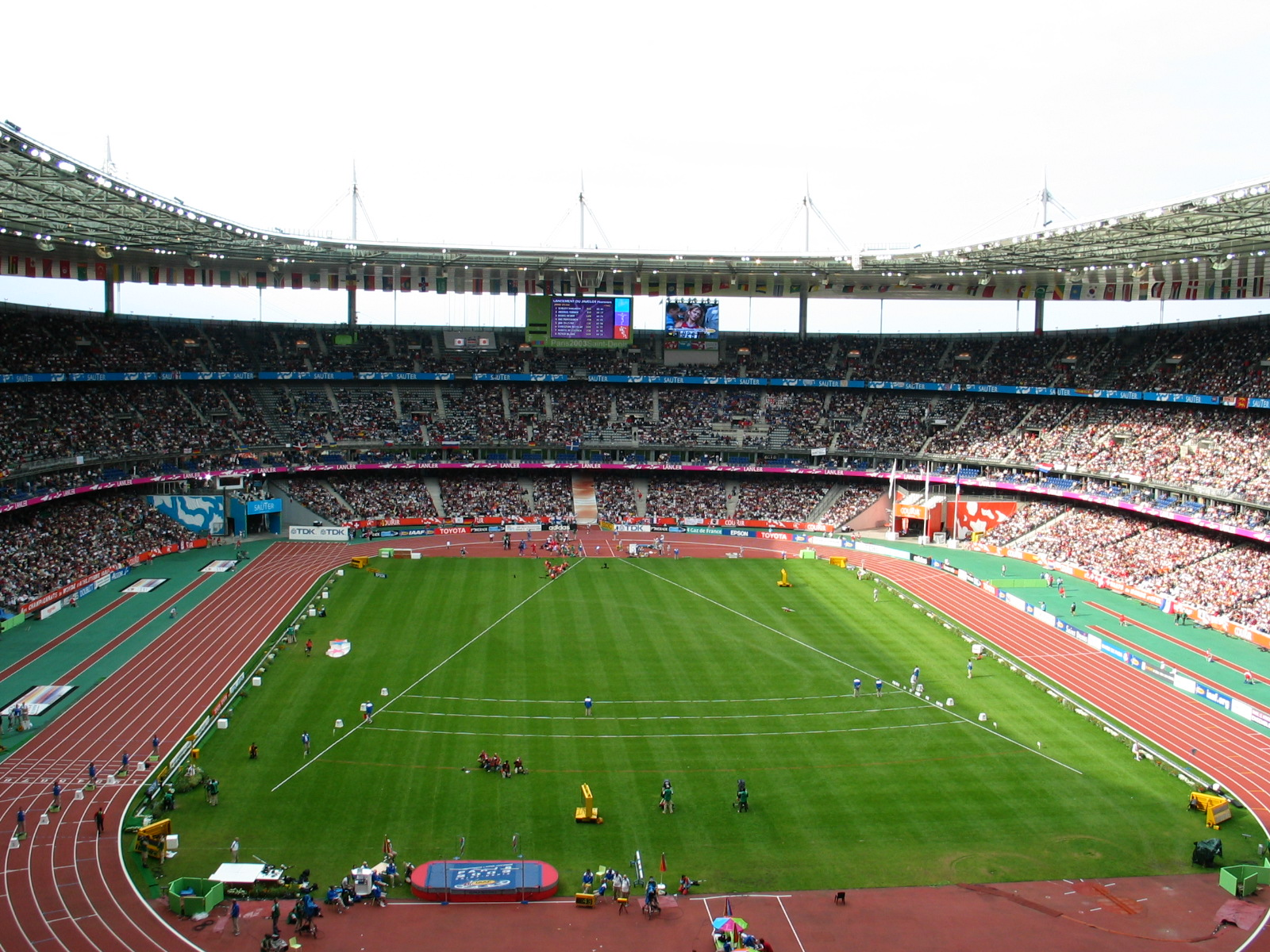
Lekkoatletyczno-piłkarsko-rugby Stade de France ma składany dolny rząd trybun
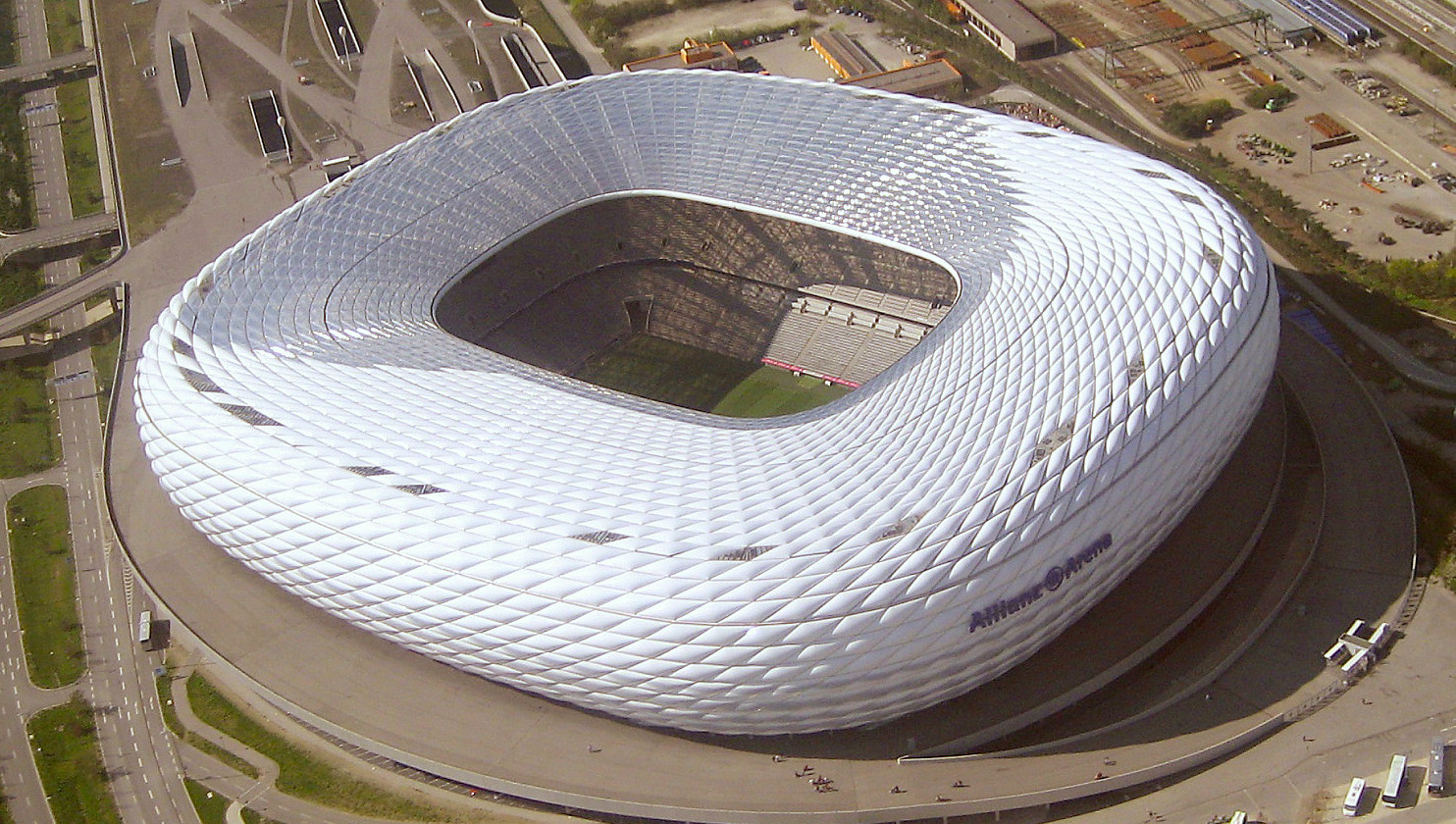
Stadion piłkarski Allianz Arena. Połowa powierzchni dachu jest przeszklona
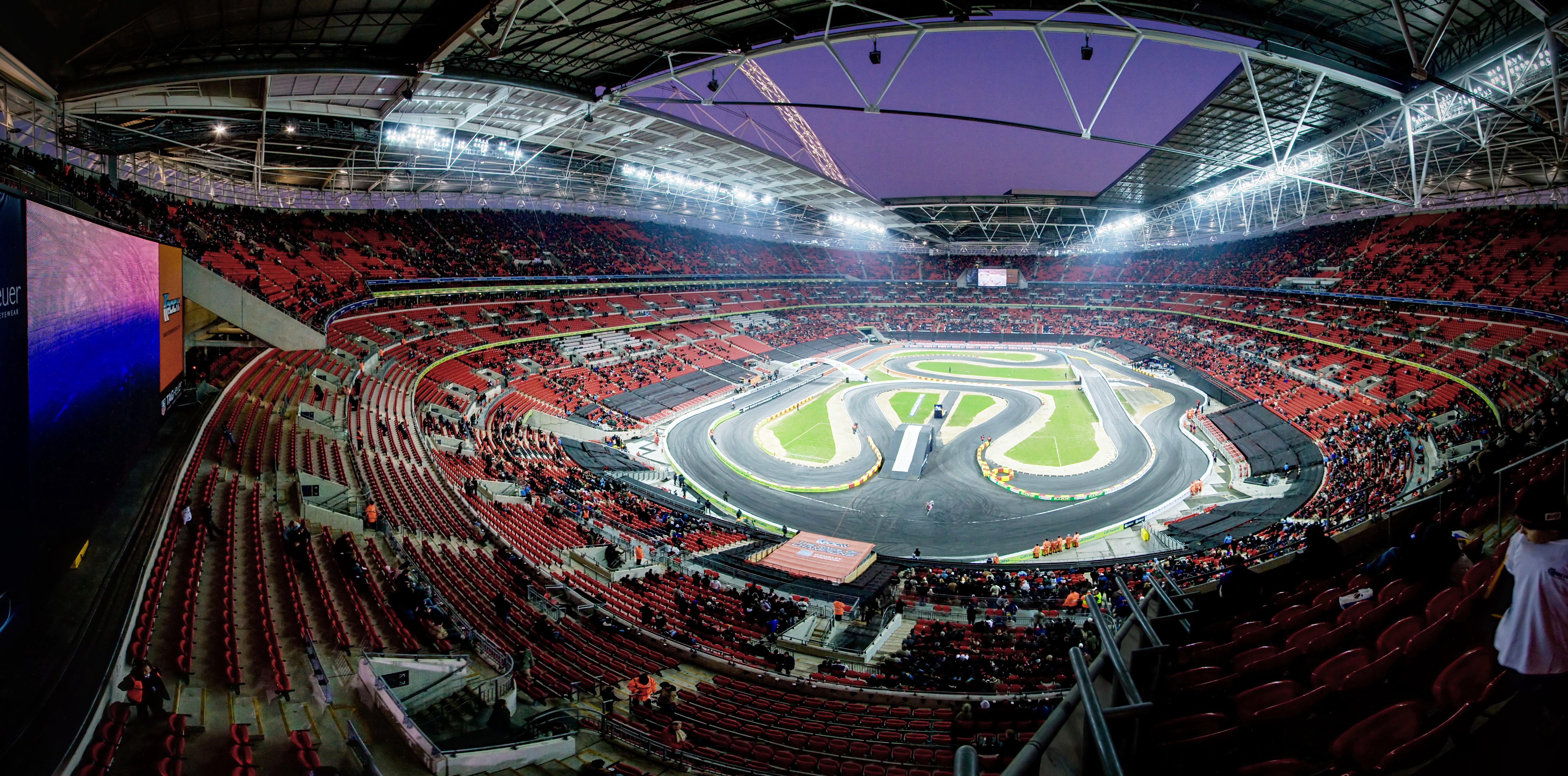
Lekkoatletyczno-piłkarsko-żużlowy Wembley. Wyścigi Race of Champions
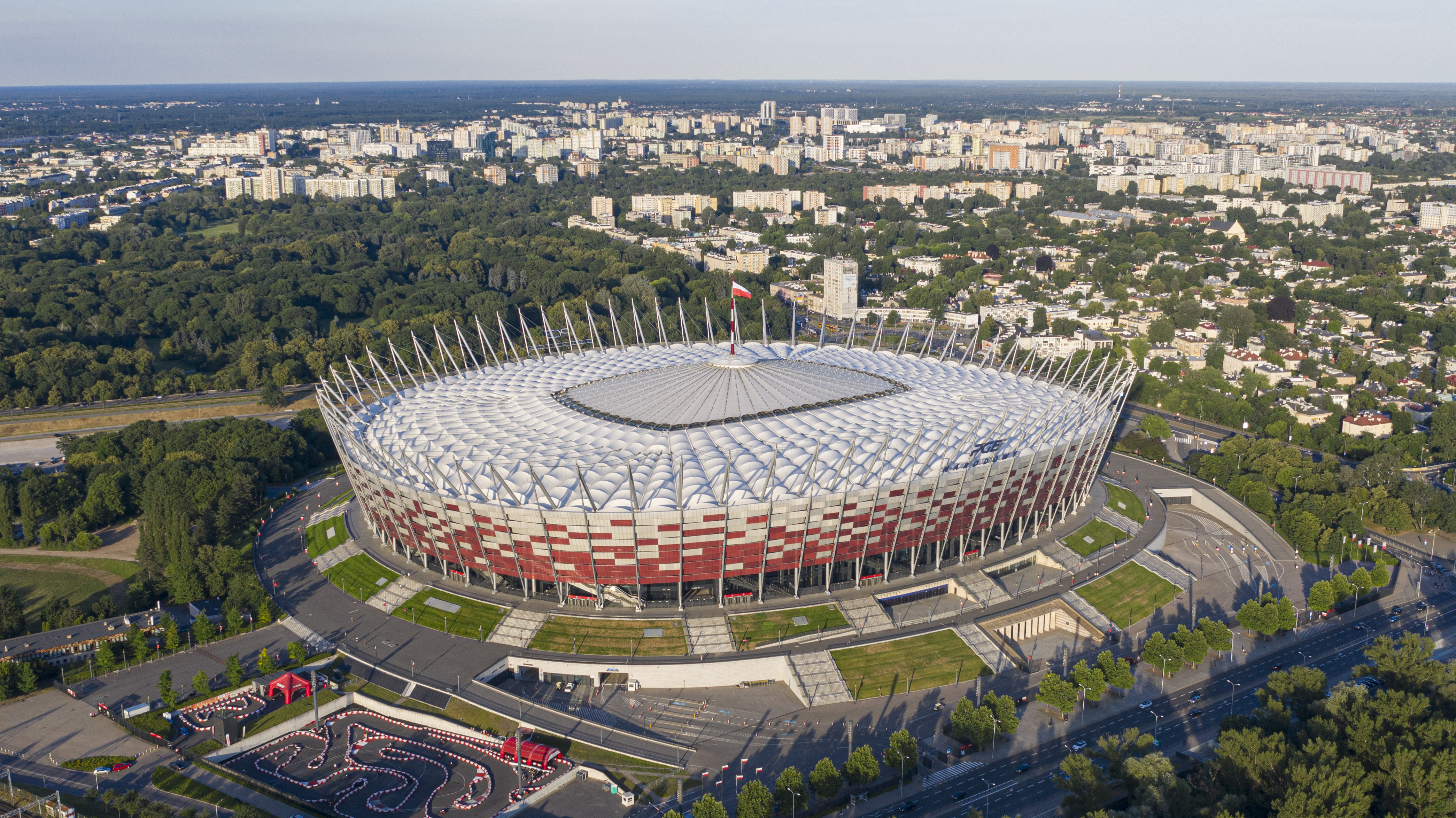
Piłkarsko-futbolowy Stadion Narodowy ma otwartą konstrukcję i składany dach
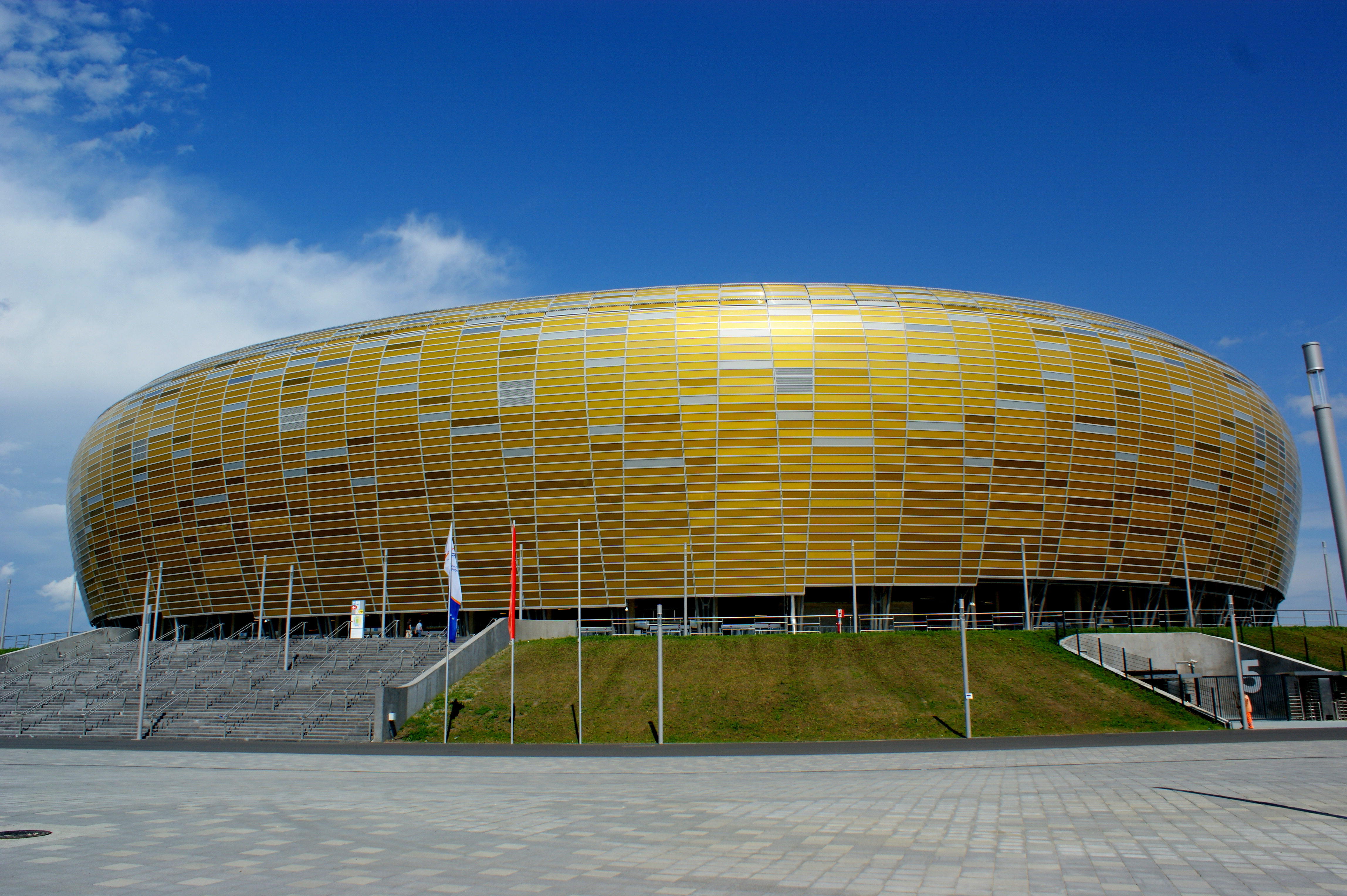
Piłkarski Stadion w Gdańsku ma poliwęglanową elewację
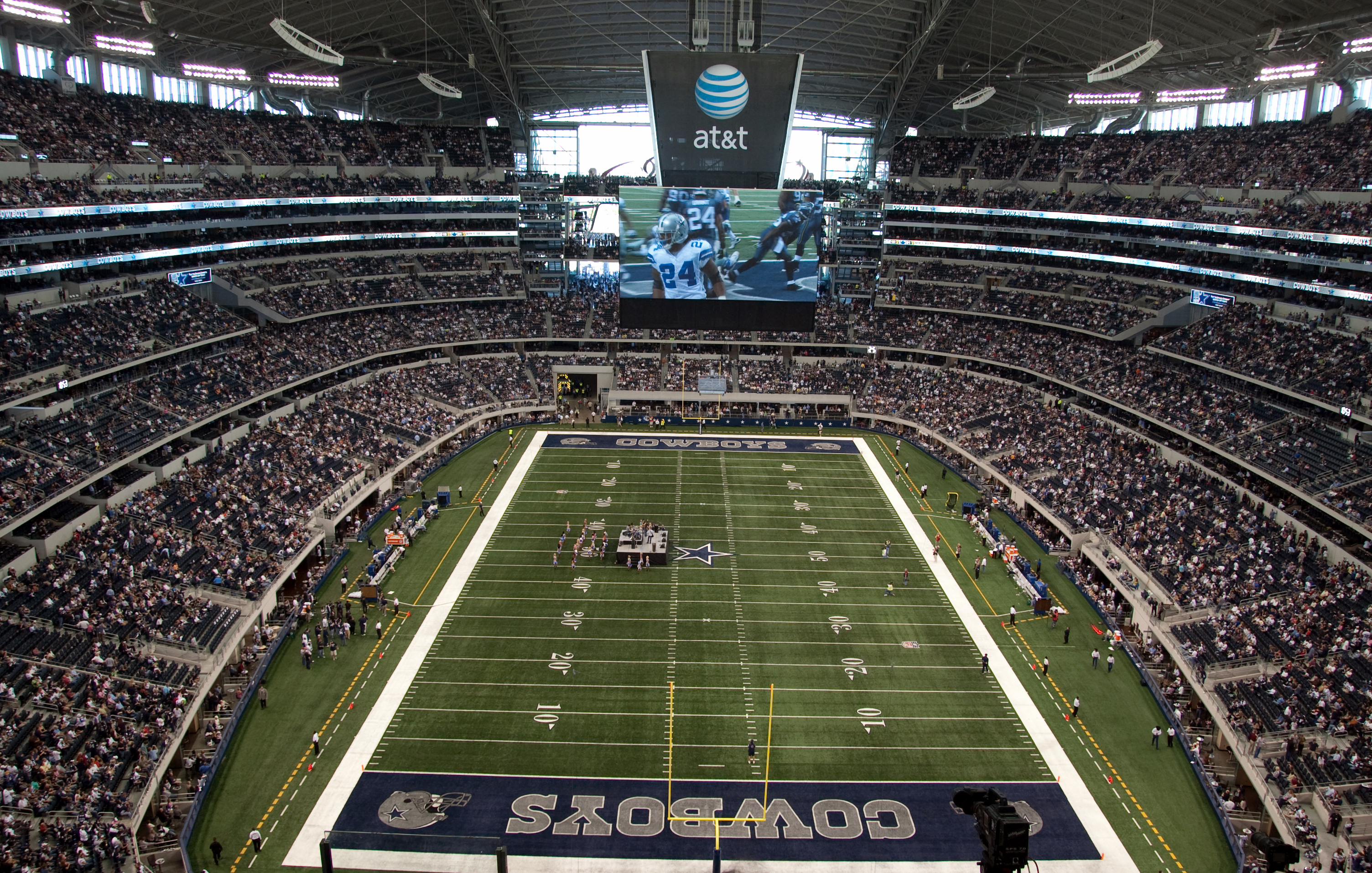
Futbolowy Stadion Kowbojów z ogromnym wyświetlaczem
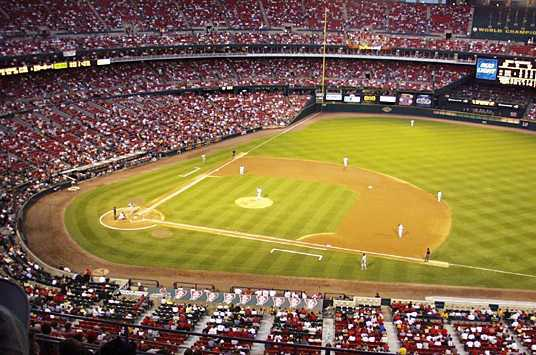
Baseballowy Stadion Busch w St. Louis
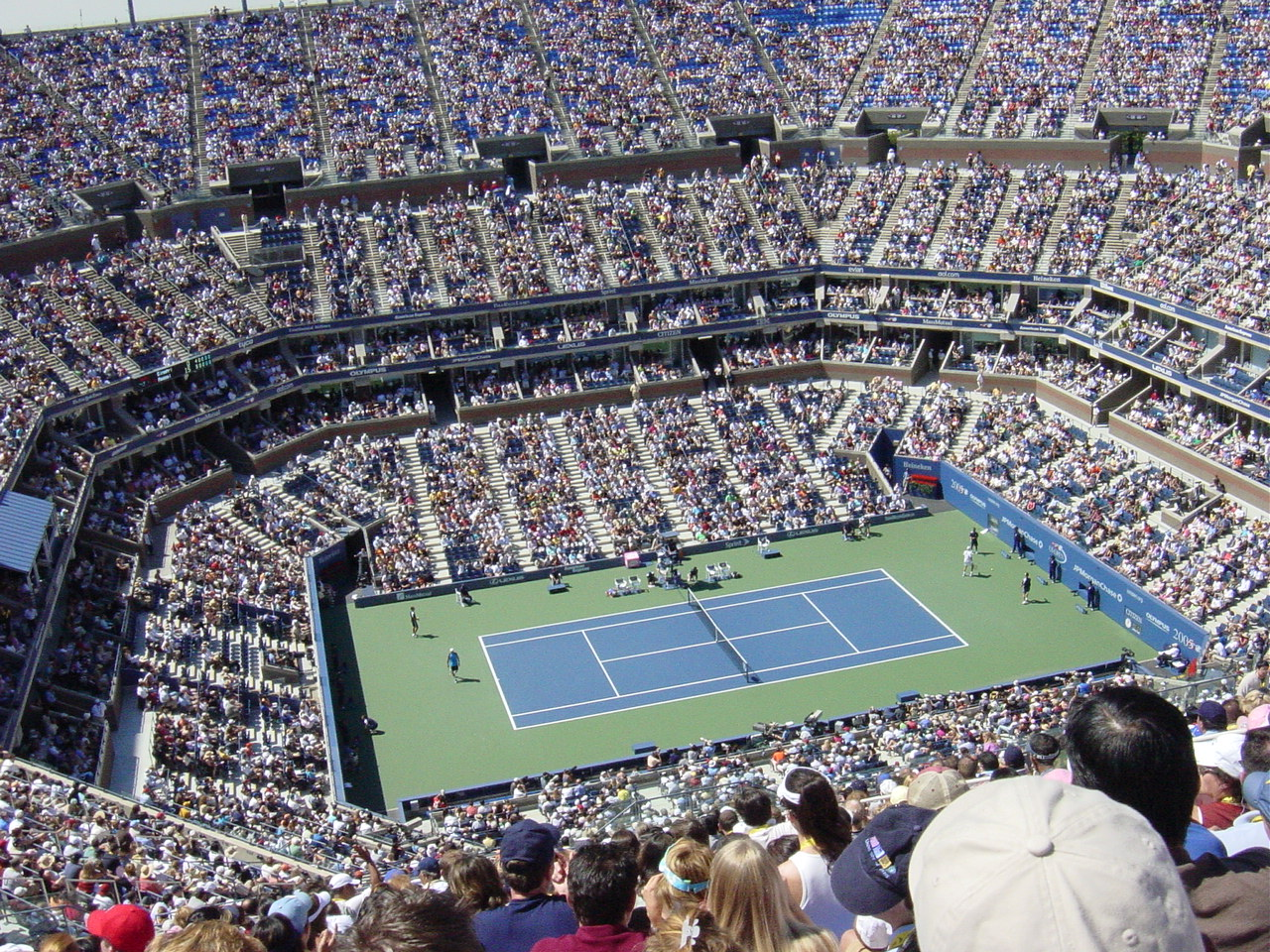
Tenisowy stadion Arthur Ashe zapewnia doskonałą widoczność
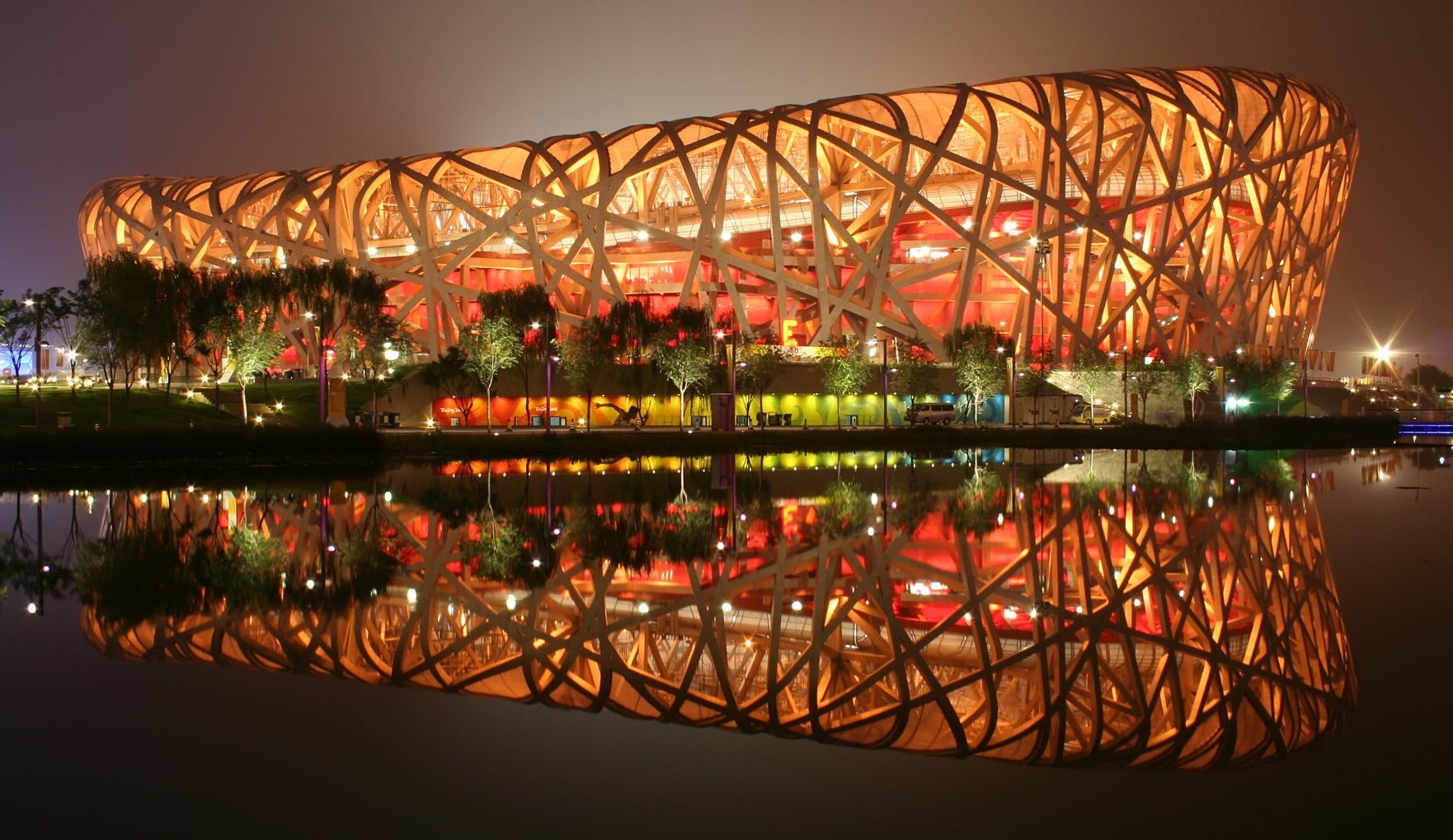
Stadion olimpijski w Pekinie

## Struktura właścicielska
Struktura właścicielska stadionów jest zróżnicowana. Zazwyczaj stadiony należą bezpośrednio do poszczególnych klubów piłkarskich lub miast. Zdarzają się jednak wyjątki, jak np. równoczesna przynależność do więcej niż jednej drużyny, konsorcjum złożone z miast i drużyn lub organizacje non-profit.

## Systematyka
Dominują w architekturze dwa typy stadionów:
- wielofunkcyjne – przeznaczone do przeprowadzania rywalizacji w więcej niż jednej dyscyplinie sportu.
Najczęściej spotykane zestawienia to:
  - piłkarsko-futbolowo-rugbiarsko-lekkoatletyczne,
  - piłkarsko-futbolowo-rugbiarskie,
  - piłkarsko-lekkoatletyczne,
  - piłkarsko-żużlowe.
- jednofunkcyjne – posiadające konstrukcję przystosowaną do specyfiki jednego sportu:
  - piłkarskie,
  - rugbiarskie,
  - futbolowe,
  - lekkoatletyczne,
  - żużlowe,
  - hokejowe,
  - baseballowe,
  - tenisowe.